# Dipteropeltis
Dipteropeltis é um género botânico pertencente à família Convolvulaceae.

## Espécies
- Dipteropeltis poranoides Hallier f.